# Ensel e Krete
Ensel e Krete (parodia di Hänsel e Gretel) è un romanzo per ragazzi di genere fantasy/avventura scritto e illustrato da Walter Moers; fu pubblicato in Germania nel 2000 e in Italia (da Salani) nel 2002. È il secondo romanzo ambientato nel mondo di Zamonia (dove tutto è possibile tranne la noia) dopo Le 13 vite e mezzo del capitano Orso Blu.

## Trama
Due seminani gemelli di Lontandisotto, Ensel e Krete, sono in vacanza coi genitori ad Alberia, nella Grande Foresta di Zamonia, dove vivono gli orsi colorati. Un brutto giorno, ignorando i divieti, i due escono dalla zona esplorata e sorvegliata del bosco e si smarriscono. Man mano che si addentrano nella foresta incappano in piante e animali sempre più strani: orchidee parlanti, puzzoni solforosi, mirastelle occhiuti, stregafunghi cappelluti dalle esalazioni allucinogene, laghi d'erba che risucchiano come sabbie mobili... Si ritroveranno a dover sopportare allucinazioni, voci misteriose, luci danzanti, colori lunari: la foresta sembra essere un unico essere vivente che li sospinge inesorabilmente verso la trappola della strega. In loro aiuto arriverà Boris Boris, un orso dorato ufficialmente matto e allontanato dagli altri...

## Edizioni
- Walter Moers, Ensel e Krete (Una storia di Zamonia), traduzione di Umberto Gandini, Milano, Salani, 2002,  p. 259, ISBN 88-8451-160-7.